# Sauna

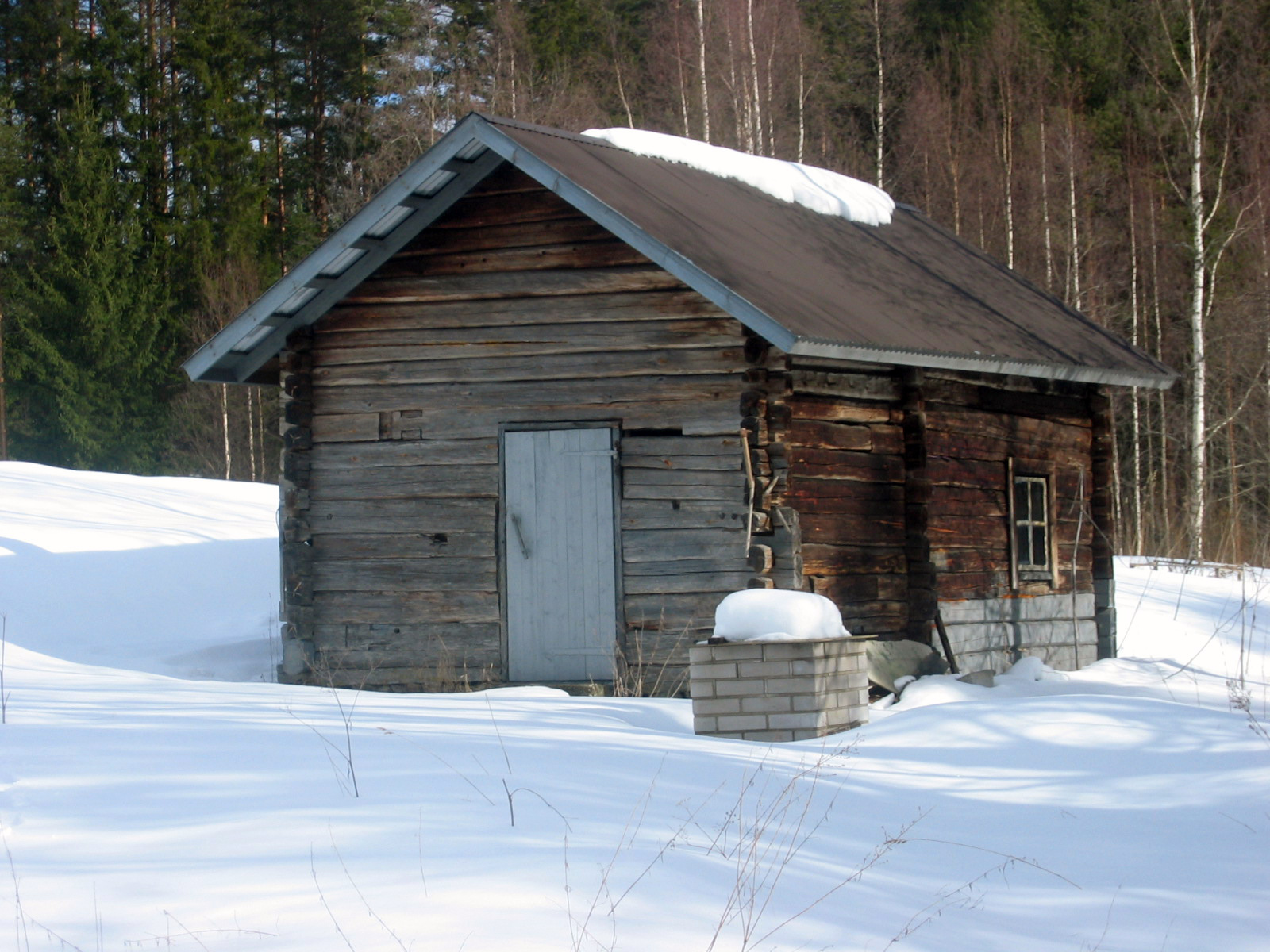
Esterno di una sauna finlandese

La parola sauna è un'antica parola finlandese dall'etimologia non del tutto chiara, ma che, probabilmente, poteva essere originariamente legata al significato di dimora invernale.
Per avere una sensazione di maggiore calore veniva prodotto del vapore gettando acqua su pietre già fatte diventare roventi sul fuoco. Tale accorgimento permetteva di far aumentare la temperatura fino a prevedere l'ovvio, cioè che le persone si togliessero gli abiti.
Nelle prime saune le pietre erano riscaldate con un fuoco a legna e il fumo (in finlandese savu) veniva fatto uscire dopo essersi diffuso nella stanza (la "savusauna" finlandese rievoca appunto questa usanza).
Costruzioni utilizzate sia come sauna sia come casa si trovavano ancora in Finlandia fino al XIX secolo anche se come eccezioni dovute principalmente alla povertà o all'utilizzo temporaneo di tali costruzioni, poiché sin dal XII secolo si possono rintracciare documenti che descrivono la separazione delle saune dalle case.

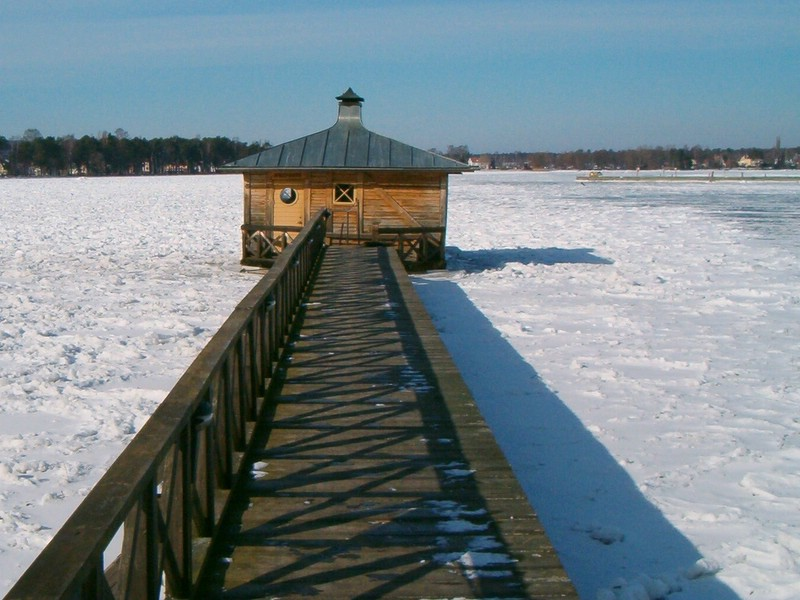
Sauna svedese sul lago

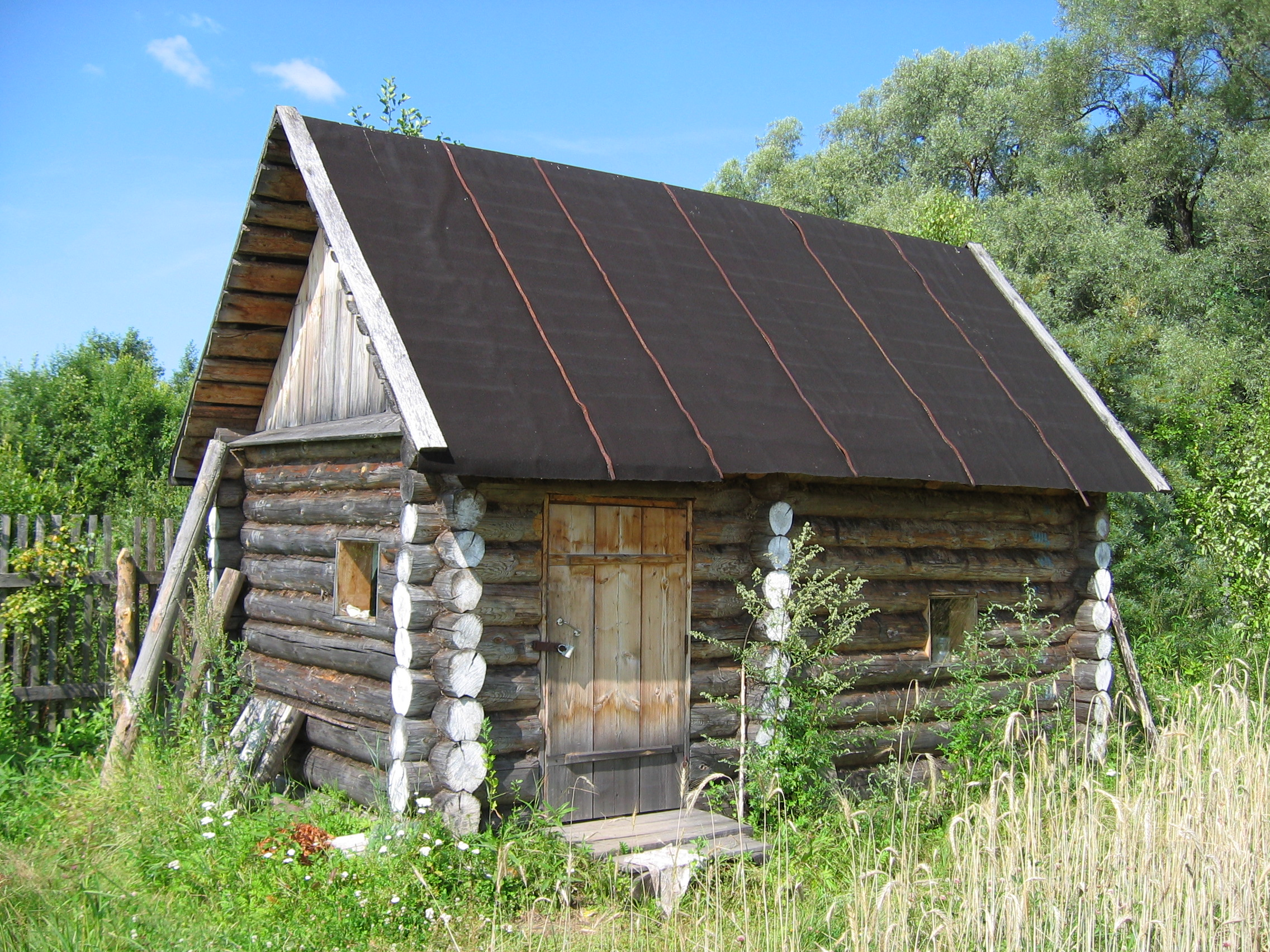
Una banja russa

Il primo tipo di sauna fu quindi utilizzata principalmente come casa invernale e solo secondariamente per una pratica idroterapica.
Oggi, sauna può indicare l'ambiente relativo, la pratica idrotermoterapica che consiste nel suo utilizzo, o l'esercizio commerciale o il club che offra quanto necessario al pubblico o ai suoi membri, spesso insieme ad altri trattamenti estetici, idroterapici, o di benessere.
In relazione a tale ultima accezione la parola viene oggi in senso ampio a includere anche le pratiche e tradizioni profondamente diverse rappresentate dal hammam e dal bagno turco.

## Aspetti sacri, mitologici e storici
Secondo alcune leggende nella sauna vivrebbe un piccolo gnomo (Saunatonttu) che deve essere trattato con rispetto (tenendo acceso il fuoco sacro e lasciando del cibo fuori dalla sauna) per avere la sua protezione e non subire punizioni.
Secondo altri racconti e leggende la sauna era considerata un luogo sacro (come una vera e propria chiesa) dove si partoriva (tradizione protrattasi fino alla diffusione di adeguate strutture ospedaliere)
Nella rappresentazione sacra il fuoco era visto come un dono dal cielo, il focolare era l'altare e il vapore (löyly) ottenuto gettando l'acqua sulle pietre roventi rappresentava lo spirito o la vita (in molte lingue collegate al ceppo finnico - come ad esempio l'estone - ci sono parole corrispondenti a löyly con simili significati).
La sauna avrebbe svolto un ruolo importante addirittura durante la seconda guerra mondiale, durante il conflitto con l'Unione Sovietica nel 1939 (quando d'inverno la temperatura scende sotto i -20 °C) consentendo ai finlandesi di resistere così lungamente davanti a un nemico decisamente superiore.
La sauna in Finlandia è ormai una parte integrante della cultura e dello stile di vita finlandese: si pensi che c'è in media quasi una sauna ogni due abitanti.
Per i finlandesi la sauna è un luogo dove rilassarsi fisicamente e mentalmente, non è un lusso ma una necessità: tanto che la sauna stessa è la prima costruzione tradizionalmente eretta da un contingente militare di pace finlandese.
Questa consuetudine deriva dalle origini stesse della popolazione finlandese: la sauna è sempre stata la prima costruzione realizzata da chi si spostava. D'altra parte nella sauna si può vivere, cucinare il cibo sulla stufa, prendersi cura della propria igiene e, come sopra riportato, far partorire in un ambiente abbastanza sterile.

## Terapia e purificazione

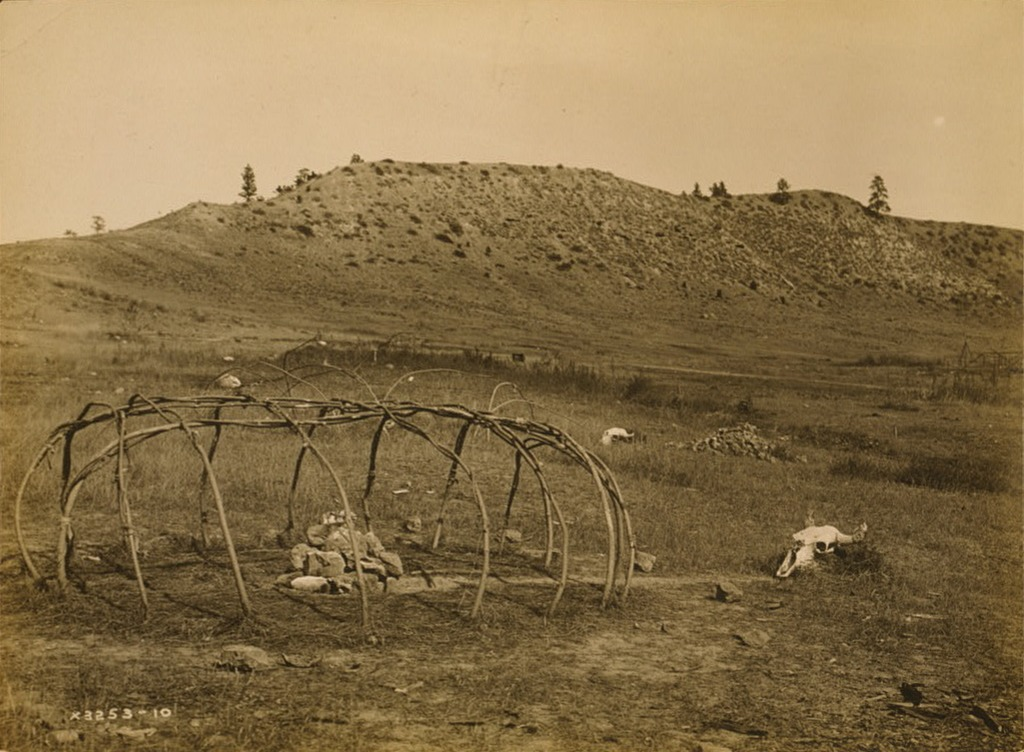
Capanna del sudore Cheyenee

Dal punto di vista idroterapico la sauna finlandese si riallaccerebbe a un'antica tradizione di medicina naturale che in occidente è stata tramandata principalmente attraverso gli insegnamenti di Ippocrate di Coo e Galeno (e successivamente di Sebastian Kneipp e Vincent Priessnitz) e ha conosciuto la sua massima diffusione con il calidarium (laconicum), tepidarium e frigidarium delle terme romane e con il successivo hamam turco (dall'arabo "scaldare"), ma di cui si può trovare traccia anche in altre tradizioni dal mushiboro giapponese, al banja russo, alla capanna del sudore degli eschimesi o degli indiani d'America, al temazcal messicano.

## Aspetti sociali
Dal punto di vista del costume, invece, la sauna (come già nelle terme romane e nel hamam turco) è sempre più concepita come un momento di ritrovo socializzante e/o di relax e si sta diffondendo rapidamente nelle strutture adibite alle vacanze, nei centri benessere e perfino nelle palestre.
Questa è una delle ragioni per cui dalla tradizionale sauna di fumo, o comunque con stufa a legna, si è passati alla più pratica sauna con stufa elettrica e si sta diffondendo addirittura quella a raggi infrarossi, decisamente lontana dalla sauna finlandese originale.

### Nudità
La sauna, sia per la sua funzione di interazione familiare e sociale che per riceverne i benefici senza correre rischi, è stata concepita per essere praticata in totale nudità e in ambienti promiscui. Infatti nella sauna finlandese originale le temperature prossime ai 100 gradi impediscono l'uso di qualsiasi indumento o protezione che comporterebbe tra l'altro il rischio di collasso. Viene infatti così praticata nei paesi di lingua tedesca, e negli altri paesi del mondo che ne hanno correttamente importato l'uso. Nei paesi del Nord Europa, le saune pubbliche possono talvolta essere separate per genere, come ambienti o giorni. In altri paesi invece, in contrasto con lo spirito più originale e profondo di questa pratica, non sempre è accettato l'accesso completamente nudi, per una conformità agli usi, al comune senso del pudore ed alle leggi locali; le temperature sono però più basse in modo da potersi coprire. Nelle saune gestite con maggiore attenzione è però vietato utilizzare i costumi da bagno per il rischio di emissioni di sostanze nocive, gassose o meno, dalle fibre sintetiche degli stessi e di reazioni epidermiche; si usano pertanto per coprirsi gli asciugamani o gli accappatoi di cotone.

## Tipi di sauna

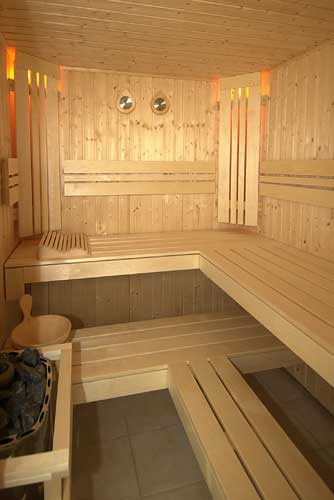
Interno di una moderna sauna finlandese

Nell'uso moderno della sauna, si distinguono diverse tipologie, a seconda della temperatura e del tasso di umidità a cui vengono tenuti gli ambienti
|                  | Temperatura | Umidità   |
| ---------------- | ----------- | --------- |
| Sauna finlandese | 90 °C       | 10% - 20% |
| Sanarium         | 60 °C       | 40% - 50% |
| Bagno turco      | 50 °C       | 100%      |

### Sauna finlandese ("sauna secca")
È la sauna originale, o propriamente detta, in cui la temperatura può raggiungere gli 80-100 °C, inducendo un'abbondante traspirazione della pelle, mentre l'umidità non supera il 10-20%, a parte quando si getta l'acqua sulle pietre. All'acqua vengono talora aggiunti oli essenziali a effetto balsamico come, ad esempio, essenze di pino o di eucalipto.
Le stufe utilizzate possono essere a legna o elettriche.
Tipicamente la pratica della sauna prevede di alternare a minuti nella sauna bagni in acqua fredda o docce fredde.

### Sanarium o Biosauna ("sauna media")
È una tipologia intermedia fra la sauna finlandese e il bagno turco. In questo tipo di sauna la temperatura può raggiungere i 50-60 °C, mentre l'umidità è normalmente del 50%.
La traspirazione, generalmente meno intensa che nella sauna finlandese, viene più che compensata da tempi di permanenza generalmente più lunghi (quindi alla fine si possono perdere più liquidi).
Talvolta in questo tipo di sauna viene diffuso vapore generato da erbe essiccate inumidite, cercando di riprodurre le condizioni del bagno di fieno.

### Bagno turco ("sauna umida")
L'ambiente in cui si svolge è saturo di vapore acqueo (umidità al 100%) formando una nebbia a temperatura stratificata (da 20/25 °C al livello dei piedi a 40/50 °C all'altezza della testa) che, depositandosi sulla pelle, invita alla traspirazione. Il bagno turco comporta benefici sia per alcune patologie della pelle, come acne, eczemi e dermatiti, che per alcune patologie muscolari ed articolari. Inoltre, il forte calore percepito e l'ambiente caldo apportano benefici alle vie respiratorie, aiutando a sconfiggere raffreddore e sinusite.
Non si tratta soltanto di un bagno di vapore, ma è normalmente concepito come un momento di ritrovo socializzante e di riposo, spesso associato a massaggi. Nella tradizione araba, l'hammam (dall'arabo "bagno"), similmente alle terme romane, è formato da tre sale: una sala è molto calda (harara), una tiepida e l'ultima fresca.
Il hammam, secondo la tradizione marocchina, prevede l'uso del sapone nero, l'olio di Argan e l'impiego del rassoul (talora trascritto rhassoul e, correttamente, ghassul): un'argilla estratta nelle montagne dell'Atlante marocchino. Il sapone nero è una pasta scura a base di olive e sali minerali che si applica su tutto il corpo nel tepidarium per le sue proprietà purificanti e esfolianti che rendono la pelle molto morbida. Inoltre, la frizione con il guanto di crine stimola la circolazione. L'olio di Argan si estrae dai semi della pianta omonima che cresce nelle zone desertiche. Il massaggio conclude il percorso del hammam. Infine, il ghassul, unito all'acqua diventa una pasta morbida che spalmata su mani e piedi assorbe le impurità che si eliminano con semplice risciacquo dopo una decina di minuti di posa.
Dalle spa alle beauty farm, oggi il hammam è uno dei trattamenti di bellezza più diffusi. 

### Sauna a raggi infrarossi o Infrasauna
Diversamente dagli altri tipi di sauna non è necessario un preriscaldamento dell'ambiente in quanto le radiazioni infrarosse (innocue onde elettromagnetiche emesse anche dal nostro corpo e dal sole) vengono assorbite principalmente dal corpo stesso e in una piccola frazione riscaldano l'aria circostante, in genere non superando mai i 60° che si raggiungono gradatamente. La caratteristica principale di queste saune sono l'assenza di vapore (caldo secco) e una maggiore semplicità nell'installazione.

### Terme romane
Le prime terme nacquero in luoghi dove era possibile sfruttare le sorgenti naturali di acque calde o dotate di particolari doti curative e poi si diffusero anche dentro le città e rappresentarono uno dei principali luoghi di ritrovo durante l'antica Roma unendo alle strutture propriamente "termali" anche piccoli teatri, biblioteche, sale di studio e addirittura negozi.